# Dorje Shugden
Dorje Shugden, ook wel Dolgyal Shugden is een wezen in het pantheon van het Tibetaanse boeddhisme. De hoedanigheid en eigenschappen van Dorje Shugden  zijn onderwerp van een scherp conflict binnen het Tibetaanse boeddhisme en in het bijzonder binnen de gelugtraditie.  
Voor zijn aanhangers is Dorje Shugden op dit moment de belangrijkste dharmapala  en de strijder tegen aanvallen van buitenaf op het gedachtegoed van Tsongkhapa, zoals zij dat opvatten. Voor het andere kamp is Dorje Shugden een kwaadaardige, vaak gewelddadige, demonische geest die zeer schadelijk is voor het welzijn van de Tibetaanse natie, het Tibetaanse boeddhisme en de dalai lama.

## Dorje Shugden-controverse
De Dorje Shugden-controverse is een controverse rondom de plaats en de hoedanigheid die Dorje Shugden inneemt in het pantheon van het Tibetaanse boeddhisme. Het conflict heeft zijn wortels in de periode van de vijfde dalai lama Ngawang Lobsang Gyatso in de 17e eeuw, toen diens rivaal Dragpa Gyaltsen een onnatuurlijke dood stierf en teruggekomen zou zijn in de geestestoestand van Dorje Shugden. Het conflict laaide opnieuw in de 20e eeuw, toen Pabongka Dorje Shugden verhief tot de belangrijkste beschermgodheid en later die eeuw, nadat de veertiende dalai lama Tenzin Gyatso de verering van Dorje Shugden verbood.